# Cheb Aziz
Cheb Aziz (Künstlername; arabisch الشاب عزيز, DMG aš-Šābb ʿAzīz), bürgerlicher Name: Boudjema Bechiri (بوجمعة بشيري, DMG Būǧumʿa Bašīrī) (* 1968; † 20. September 1996) war ein algerischer Raï-Sänger. Er war einer der populärsten Rai-Sänger in Nordafrika.
Der im Exil in London lebende Musiker wurde am 18. September 1996 entführt, als er anlässlich einer Hochzeit einen Kurzbesuch in seiner Heimat wagte. Zwei Tage später fand man in Constantine seine Leiche. Die Rai-Musik war von islamischen Fundamentalisten zur Blasphemie (Gotteslästerung) erklärt worden und in Gebieten, welche sie dominierten, verboten worden. Dabei spielte insbesondere eine Rolle, dass in den Texten auch Sex und Alkohol immer wieder Thema war. Neben Cheb Aziz wurden auch weitere populäre Rai-Sänger wie Rachid Baba Ali Ahmed und Cheb Hasni von Fundamentalisten ermordet.
Er hinterließ eine Frau, ebenfalls Sängerin, und zwei Kinder.